# 阿尔弗雷德·西斯莱
阿尔弗雷德·西斯莱（Alfred Sisley，1839年10月30日—1899年1月29日），法国印象派创始人之一，出生于法国巴黎的一个英国人家庭，之后恢复英国国籍，惟大部分时光在法国渡过。西斯莱主要创作风景画，风格受到印象派同道和柯罗的影响，主要作品有《枫丹白露河边》、《鲁弗申的雪》、《马尔利港的洪水》、《洪水泛滥中的小舟》等。他的画作在生前并不被人看重，死后才获得好评。

## 生平
1839年10月30日，西斯莱出生于巴黎。他的父亲威廉·西斯莱和母亲菲利西亚·赛尔是表兄妹，原籍英国，祖上从事过走私贸易。夫妇俩都是生意人，1830年代为管理仓库而移居法国巴黎。父亲虽然一开始反对西斯莱从事艺术，但后来还是给了他很大支持。1860年，西斯莱得到瑞士画家格莱尔的的无私指导，結交莫奈、雷诺阿、巴齐耶等著名画家。早期受到巴比松画派影响。1866年他的画作入选了沙龙，然而次年又同莫奈等人签署了抵制学院派的请愿书。
1860年代中，西斯莱与模特乌杰尼·莱克塞克成为情人，诞下一个儿子和一个女儿。他的父亲很愤怒，终止了资金支持。1870年的普法战争让他的父亲破产，巴黎围城后西斯莱为逃难失去了财产和画作。战后定居于巴黎西郊，这时的西斯莱在艺术上已走向成熟。之后去了一趟英国，1874年定居于马尔利，参加了艺术家匿名协会的首届展览会。1870年代后期屡屡搬家，1879年父亲去世。
1880年，西斯莱定居莫莱，远离了印象派的朋友们。1897年又赴英国一次，并最终同乌杰尼结婚。1898年妻子因舌癌去世，自己也遭受病魔的纠缠。1899年1月，西斯莱将孩子托付给好友莫奈后，因喉癌逝世。他留下的作品让莫奈拍卖，拍卖额达14万5千法郎，在评论界也得到了生前从未得到过的赞誉。

## 作品

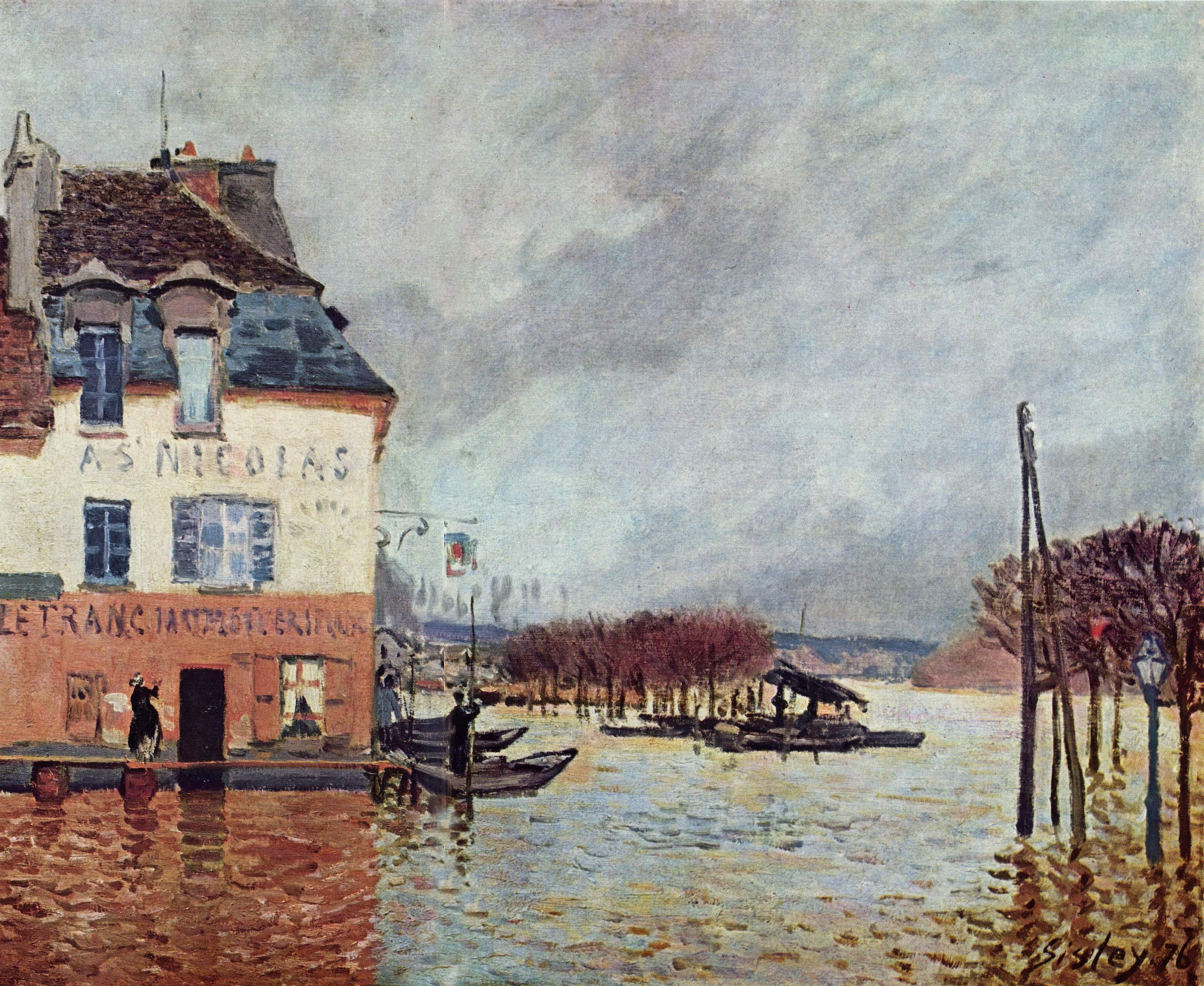
《马尔利港的洪水》（1876）

《枫丹白露森林边》（1866）是西斯莱早期作品的代表，受到库尔贝影响，风格尚未脱离现实主义的框架。到了1870年代，西斯莱才迎来自己的黄金时期。《阿尔让特依小广场》（1872）表现农村风景，画面结构稳定，具有沉静的诗意，受到柯罗影响，但用色更加大胆。《马尔利港》（1873）系列具有浓重的抒情性，笔调柔和而富有诗意。1874年赴英国时期，他画了一些泰晤士河风景，《莫利赛的赛船会》（1874）是其中代表，条状的色带凸显了画面的动感。西斯莱的雪景画也很有特色，强调微妙的色彩转折，礼赞大自然的纯洁，代表作有《鲁弗申的雪》（1875）、《冬天的鲁弗申》（1975）等。
洪水题材对西斯莱也有很大吸引力，《马尔利港的洪水》（1876）、《洪水泛滥中的小舟》（1976）是其中代表，在他的笔下，水汽弥漫的景观具有了一种神话般的意境。1880年代后，西斯莱生活上陷入贫困，作品也水平不一。《圣马梅的农家院》（1884）、《圣马梅的造船厂》（1885）以恣肆的色彩描绘普通景物，手法自由奔放。然而进入1890年代以后，他日益的束缚自己，盲目追求质感，绘画的水准不复如前。
西斯莱受到巴比松画派的影响，用色明亮，景物清晰。他喜欢用橘红色来描绘阳光普照的景色，连雪景画和洪水题材的画作也充满暖意，以色彩的交响融化了悲剧成分。1880年代以后的画作则主要受莫奈的影响。

## 延伸阅读
- 陈匋玉编. 外国美术介绍 西斯莱. 北京市：人民美术出版社, 1985.09.
- 何政广主编；崔薏萍撰文. 印象派风景画大师 西斯莱. 石家庄市：河北教育出版社, 2005.
- 黄苗子主编. 世界艺术大师 西斯莱. 石家庄市：河北教育出版社, 2007.11.
- 吉林美术出版社编. 西斯莱 1839-1899. 长春市：吉林美术出版社, 2010.03.
- 木子，黄晓霞编著. 拜师西斯莱. 杭州市：浙江人民美术出版社, 2003.
- （法）西斯莱绘. 西斯莱. 上海市：上海人民美术出版社, 1981.